# Nicolau Oliver i Fullana
Nicolau Oliver i Fullana (Ciutat de Mallorca, 1623-Amsterdam, 1692), jurista, militar, geògraf i escriptor de peculiar evolució religiosa; era fill de Nicolau Fullana i de Catalina Seguí, modificà el seu cognom per poder complir la condició testamentària imposada del seu oncle Joan Oliver, cosa que li permeté rebre en herència Son Oliver, al Pla de Sant Jordi.
El 1641 lluità al servei de Felip IV de Castella a la guerra dels Segadors com a capità. De tornada a l'illa optà al càrrec de sergent major de Mallorca, màxima autoritat militar “de carrera” de l'illa, que finalment obtingué Vicenç Mut. L'any 1648 s'estava a Brussel·les, on era sergent major i conseller, cosmògraf i cronista de Felip IV de Castella. El 1650 escrivia un epigrama en llatí a “La historia del Reyno de Mallorca” del seu antic competidor Vicenç Mut. A finals d'aquesta dècada residia a Madrid i el 1660 fou acusat per la Inquisició de Toledo dels delictes de superstició i màgia, pels quals va ser condemnat, dos anys després, a quatre anys de presó.
Complida la pena, passa a Amsterdam on es convertí al judaisme i adoptà el nom de Daniel Judà i es casà, en segones núpcies amb la sefardita d'origen portuguès, Isabel Rebeca Correa poetessa en castellà. Fou coronel d'infanteria al servei de les Províncies Unides en les guerres contra França.
Entre 1684 i 1691 publicà una multitud llibres i opuscles en castellà, majoritàriament editats a Brussel·les. Es tracta d'una obra de circumstàncies, laudatòria i segurament d'encàrrec, en la qual res indica la professió de la seva nova religió, ja que hi abunden referències favorables al catolicisme (“fervoroso anhelo de extirpar a los enemigos de Jesucristo” diu en to encomiàstic del Ducat de Bejar) o alabances a la casa d'Àustria, així mateix signava les seves obres amb el seu nom cristià. Aquesta «doble personalitat» planteja alguns paral·lelismes amb la biografia d'Anselm Turmeda. Més destacable és la seva activitat com geògraf en que desplega els seus millors esforços, per exemple en la descripció de les terres poblades pels hongaresos que fa a “Recopilación histórica de los Reyes, guerras, tumultos y rebeliones de Ungria des de su población por los Hunnos” (1687), o en la intensa col·laboració que va mantenir amb Joan Blaeu en l'edició del seu atles, al qual va incorporar una descripció de les Balears.